# 博塔雷利
博塔雷利，是西班牙加泰罗尼亚塔拉戈纳省的一个市镇。总面积12平方公里，总人口736人（2001年），人口密度61人/平方公里。